# Joseph Kellaway
Joseph Kellaway (Kingston, 1º settembre 1824 – Chatham, 2 ottobre 1880) è stato un militare britannico, insignito della Victoria Cross a vivente nel corso della guerra di Crimea.

## Biografia

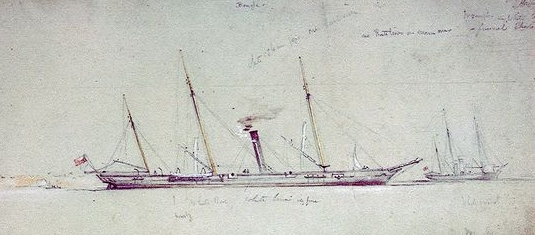
Le cannoniere Beagle e Wrangler nel 1855.

Nacque a Kingston, isola di Purbeck, nel Dorset, il 1 settembre 1824, sesto dei dieci figli di John, di professione falegname e casaro, e Phoebe Fever. Nel censimento del 1841, quando aveva 14 anni, risultava risiedere a Buckland Newton. Il 13 ottobre di quello stesso anno si arruolò nella Royal Navy, imbarcandosi sul vascello da 120 cannoni St. Vincent. Il 28 dicembre 1853 sposò la signorina Hannah Cleverly a Portsea, Hampshire, da cui ebbe due figlie, Hannah Phoebe nata il 29 maggio 1857 e Ada Emma nata nel 1859. Qualche tempo dopo fu assegnato all'equipaggio della cannoniera Wrangler, che era stata varata il 19 giugno 1854. Il 9 dicembre 1854 il Wrangler salpò per la Crimea con egli che prestava servizio come nostromo di terza classe. La nave era al comando del tenente comandante Hugh Talbot Burgoyne che la condusse nel Mar Nero e l'unità fu pesantemente coinvolta nelle azioni contro i russi.
Il 31 agosto 1855, nel Mar d'Azov, un distaccamento della Wrangler composto dal signor Odevaine, dal secondo ufficiale, da Joseph Kellaway e da tre marinai era stato inviato a riva per tentare di bruciare alcune barche, stazioni di pesca e pagliai, posizionati sulla riva opposta di un piccolo lago. Avevano quasi raggiunto il posto quando finirono sotto il fuoco di 50 soldati russi, che all'improvviso cercarono di impedire loro di fuggire. Un uomo fu preso prigioniero ma lui e due uomini riuscirono a fuggire quando il signor Odevaine cadde ucciso. Pensando che Odevaine fosse solo ferito, egli tornò indietro per cercare di salvarlo, ma i due vennero circondati dal nemico, catturati e fatti prigionieri di guerra.
Fu rilasciato alla fine della guerra, ed era tornato in Inghilterra al momento dell'assegnazione della Victoria Cross il 24 febbraio 1857. Fu uno dei 62 uomini che parteciparono alla prima investitura di tale onorificenza avvenuta ad Hyde Park il 26 giugno dello stesso anno, alla presenza della Regina Vittoria. Il governo francese lo insignì della Croce di Cavaliere della Legion d'onore. Nel 1861 era nostromo di prima classe sulla corvetta Clio al porto di Guaymas, costa occidentale del Messico. 
Nel settembre 1870 divenne capo nostromo presso il cantiere navale di Chatham nel Kent, in Inghilterra e prestò servizio in quella posizione fino al 1878. Si spense a Chatham il 2 ottobre 1880 e fu sepolto nel locale cimitero di Maidstone Road. Non si sa chi ereditò le sue medaglie dopo la sua morte, ma furono messe in vendita nell'agosto 1971 per la cifra di  2.100 sterline. Il lotto e stato acquistato da un collezionista privato ed è ancora di proprietà privata.

### Annotazioni
1. ↑  Fu battezzato a Stinsford, vicino Dorchester il 13 agosto 1826. Sua sorella maggiore Annie vi fu battezzata nel luglio 1824.

### Fonti
1. 1 2 3 4 5 6 7 8 9 10 11 12 13 14 15  Victoria Cross Online.
2. 1 2 3 4 5  Findagrave.
3. ↑  (EN) The London Gazette (PDF), n. 21971, 24 February 1857.